# Schœnbourg
 Schœnbourg (en alsacià Scheenburi) és un municipi francès, situat a la regió del Gran Est, al departament del Baix Rin. L'any 2005 tenia 448 habitants. Limita al sud-est amb Eschbourg, al sud amb Pfalzweyer, al sud-ouest amb Hangviller a l'oest amb Bust i al nord-oest amb Lohr.
Forma part del cantó d'Ingwiller, del districte de Saverne i de la Comunitat de comunes de Hanau-La Petite Pierre.

## Demografia
| 1962 | 1968 | 1975 | 1982 | 1990 | 1999 |
| ---- | ---- | ---- | ---- | ---- | ---- |
| 462  | 464  | 460  | 446  | 440  | 414  |

## Administració
| Període | Identitat    | Partit |
| ------- | ------------ | ------ |
| 2001-   | Bernard Jung |        |